# George Shearing

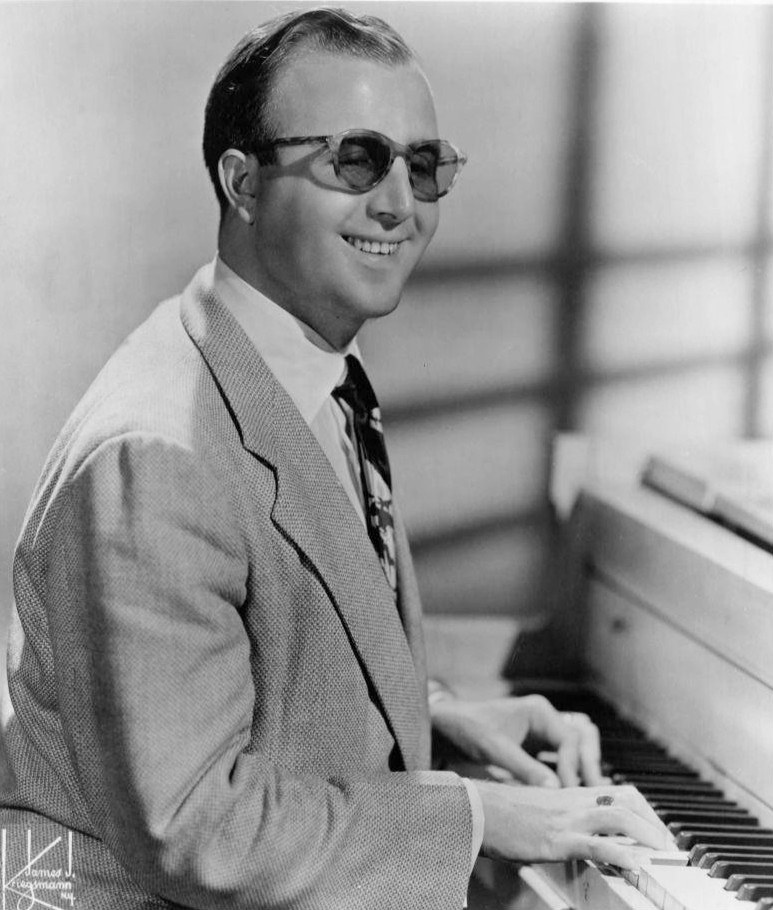
George Shearing 1959

Sir George Shearing OBE (eigentlich George Albert Shearing; * 13. August 1919 in London, England; † 14. Februar 2011 in Manhattan, New York) war ein britisch-amerikanischer Jazzpianist und Komponist.

## Leben und Wirken
George Shearing, von Geburt an blind, begann im Alter von drei Jahren, Klavier zu spielen. Er wuchs als jüngstes von neun Kindern im Arbeiterviertel Battersea auf und besuchte die Linden Lodge School für Blinde, wo er eine rudimentäre musikalische Ausbildung erhielt. Indem er Jazz-Aufnahmen z. B. von Teddy Wilson oder Fats Waller „abhörte“, brachte er sich die musikalischen Grundzüge des Stils selbst bei und begann bald, in Londoner Hotels, Clubs und Bars aufzutreten; gelegentlich allein, öfter in Tanzkapellen. Als ihn Leonard Feather im Rhythm Club bei einer Jamsession hörte, organisierte dieser 1939 eine erste Aufnahmesession; später arrangierte er Shearings Auswanderung in die Vereinigten Staaten.
1940 wurde Shearing Mitglied in der damals populären Band von Harry Parry. Er spielte für die BBC, unter anderem mit dem Jazz-Geiger Stéphane Grappelli und mit Jimmy Skidmore, sowie als Akkordeonist bei Frank Weir. 1946 ging der Pianist in die USA, deren Staatsbürgerschaft er 1955 annahm. 1948 trat er als Solist, dann mit Gruppen im Three Deuces auf. Im Januar 1949 leitete er ein Quintett im Clique Club, dem auch Buddy DeFranco angehörte.
Als Leiter eines Quintetts (Klavier, Gitarre, Bass, Schlagzeug und Vibraphon), in dem über die Jahre Musiker wie Cal Tjader, Charlie Shoemake, Chuck Wayne, Marjorie Hyams, Denzil Best, Israel Crosby, Joe Pass, Pat Martino, Emil Richards, Toots Thielemans und Gary Burton mitwirkten, nahm Shearing eine Anzahl höchst erfolgreicher Schallplatten auf; unter ihnen „September in the Rain“, seinem einzigen Hit in den US-Charts, und „Lullaby of Birdland“. Zu Standards wurden auch seine Kompositionen „She“ und „Conception“.
Später trat Shearing im Trio, solo und zunehmend im Duo auf; er spielte mit den Montgomery Brothers, Marian McPartland, Brian Torff, Jim Hall, Hank Jones, Kenny Davern, Stix Hooper und Neil Swainson zusammen. Auch Sänger wie Nat King Cole, Peggy Lee, Ernestine Anderson und Carmen McRae arbeiteten mit ihm. Seine Kooperation mit Mel Tormé in den 1980er Jahren wurde mit zwei Grammys ausgezeichnet.
Inspiration war Shearing auch die klassische Musik; einige seiner Soli erinnern an den Stil von Claude Debussy und Erik Satie, mit denen er seinen Stil verfeinerte. Eine Variante der Blockakkord-Technik, das Shearing voicing, ist nach ihm benannt. „Dass Shearing deswegen oft als Cocktail-Pianist geschmäht wurde – er seinerseits soll Thelonious Monk einen 'Klavierstimmer' genannt haben –, tat seinem Erfolg keinen Abbruch.“
Shearing war seit 1941 verheiratet mit Trixie, geborene Bayes. Beide bekamen die Tochter Wendy (geb. 1942). Im Jahr 1944 bekamen sie einen Sohn, der ebenfalls blind war und mit weniger als einem Jahr während des Kriegswinters in London Ende 1944 starb. 1984 heiratete Shearing seine zweite Frau Ellie.
Nach einem Sturz, der ihn monatelang ins Krankenhaus zwang, zog er sich 2004 vom Konzertbetrieb zurück. 2007 schlug ihn Königin Elisabeth II. zum Ritter. Am 14. Februar 2011 erlag Shearing in Manhattan den Folgen einer Herzinsuffizienz (engl. Congestive heart failure).

## Musik und Wirkung
Der typische George-Shearing-Sound entstand aus dem Unisono-Spiel von Vibraphon, Gitarre und Klavier; Shearing ging es darum, die Big-Band-Musik der Swingära in eine kleinere Besetzung zu transponieren:
„Die Gitarre spielt die Melodie im unteren Register, das Vibraphon eine Oktave darüber; das Klavier füllt die Mitte aus und spielt alle Stimmen. Damit hat man in der Tat eine Quintett-Ausgabe des Glenn-Miller-Sounds.“
Beim „Shearing-Sound“ wird die Klaviermelodie als Akkord von Vibraphon und Gitarre eine Oktave unterhalb der eigentlichen Melodiestimme wiederholt. Shearings Stil, der unter anderem das Unisono-Spiel von Klavier und Vibraphon kultivierte, wurde weithin kopiert.
Zu seinen Schülern zählt der Keyboarder Jim Beard.
Der Schriftsteller Jack Kerouac widmete dem Pianisten George Shearing in dem Werk On the Road eine lange, intensive Passage.

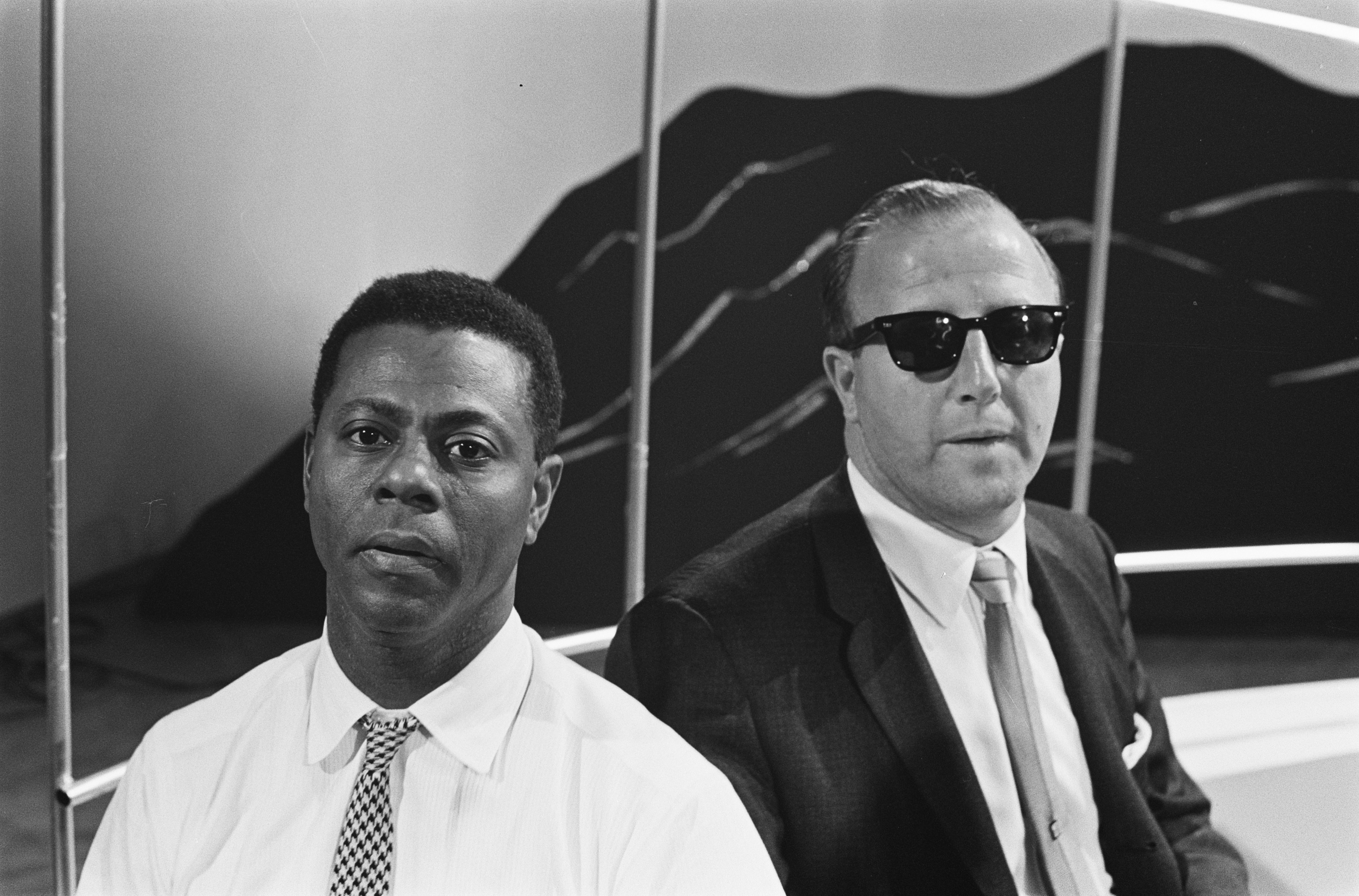
George Shearing mit Bongospieler Armando Peraza (links)

## Auszeichnungen
- 1975: Ehrendoktor in Musik vom Westminster College in Salt Lake City, USA
- 1983: Grammy für An Evening with George Shearing & Mel Tormé
- 1984: Grammy für Top Drawer
- 1994: Ehrendoktor in Musik vom Hamilton College in New York, USA
- 1996: Ernennung zum Officer of the Order of the British Empire (OBE)
- 2002: Ehrendoktor in Musik der DePauw University in Indiana, USA
- 2007: Erhebung in den britischen Adelsstand als Knight Bachelor durch Königin Elisabeth II.

## Diskographische Hinweise
- The London Years (Hep, 1939–1943) mit Leonard Feather, Carlo Krahmer
- Great Britans (Savoy, 1947) mit Gene Ramey, Curly Russell, Cozy Cole, Denzil Best
- Midnight on Cloud 69 (Savoy, 1949/1950) mit Red Norvo, Tal Farlow, Chuck Wayne, John Levy, Charles Mingus, Denzil Best
- Lullaby of Birdland (Verve, 1949/1950) mit Margie Hyams und Chuck Wayne
- Alone Together (Concord, 1981) mit Marian McPartland
- The Shearing Sound (Telarc, 1994)

### Biographie
- George Shearing, Alyn Shipton: Lullaby of Birdland. Continuum, New York 20041, 2005, ISBN 0-8264-1724-8 (Bayou Jazz Life Series).

### Lexikalische Einträge
- Ian Carr, Digby Fairweather, Brian Priestley: Rough Guide Jazz. Der ultimative Führer zur Jazzmusik. 1700 Künstler und Bands von den Anfängen bis heute. Metzler, Stuttgart/Weimar 1999, ISBN 3-476-01584-X.
- Richard Cook, Brian Morton: The Penguin Guide to Jazz Recordings. 8. Aufl. Penguin, London 2006, ISBN 0-14-102327-9.
- Leonard Feather, Ira Gitler: The Biographical Encyclopedia of Jazz. Oxford University Press, New York 1999, ISBN 0-19-532000-X.
- Martin Kunzler: Jazz-Lexikon. Band 2: M–Z (= rororo-Sachbuch. Bd. 16513). 2. Aufl. Rowohlt, Reinbek bei Hamburg 2004, ISBN 3-499-16513-9.